# 나익진
나익진(한국 한자: 羅翼鎭, 1915년 12월 23일 ~ 1990년 8월 23일)은 대한민국의 기업인이다. 본관은 나주. 호는 각당(覺堂).

## 생애
전라북도 김제군 출신으로, 원평공립보통학교, YMCA 청년학교, 대동상업학교를 졸업하였다. 1941년 연희전문학교 상과를 졸업하였다.
무역협회 창설에 주도적 역할을 하였으며, 체신부 차관, 상공부 장관, 산업은행 총재를 지냈다. 산은총재시 정치자금 헌금을 거절하다가 해임되었다. 1961년부터 금융통화위원으로 재직하였다. 경제정책에 관한 수백편의 논문을 발표했다. 산업포장과 은탑산업훈장을 받았고, 사후에는 금탑산업훈장을 받았다.
나익진은 '사회에 자원봉사 정신을 심고, 사랑의 공동체를 이룬다'는 목적으로 1986년 12월 13일 사회복지법인 각당복지재단을 설립하였다. 각당복지재단은 호스피스, 자원봉사 사업, 비행청소년 교육의 3가지 사업을 중심으로 사회복지활동을 펼쳐나가고 있다.
연세대학교 상경관에는 나익진을 기리기 위하여 설립된 각당헌이 있다.
저서로는 《우리 경제 어디로 가야 하나 : 나의 經濟隨想과 遍歷》(1988), 《어머님을 그리면서》(1978), 《한국경제의 이론과 실제》(1961), 《자본의 형성과 유통》(1959)등이 있다.

## 가족 관계
- 배우자: 김옥라 (1918~2021년)
  - 아들: 라제민, 라제훈, 라제관, 라제건